# Stremsel

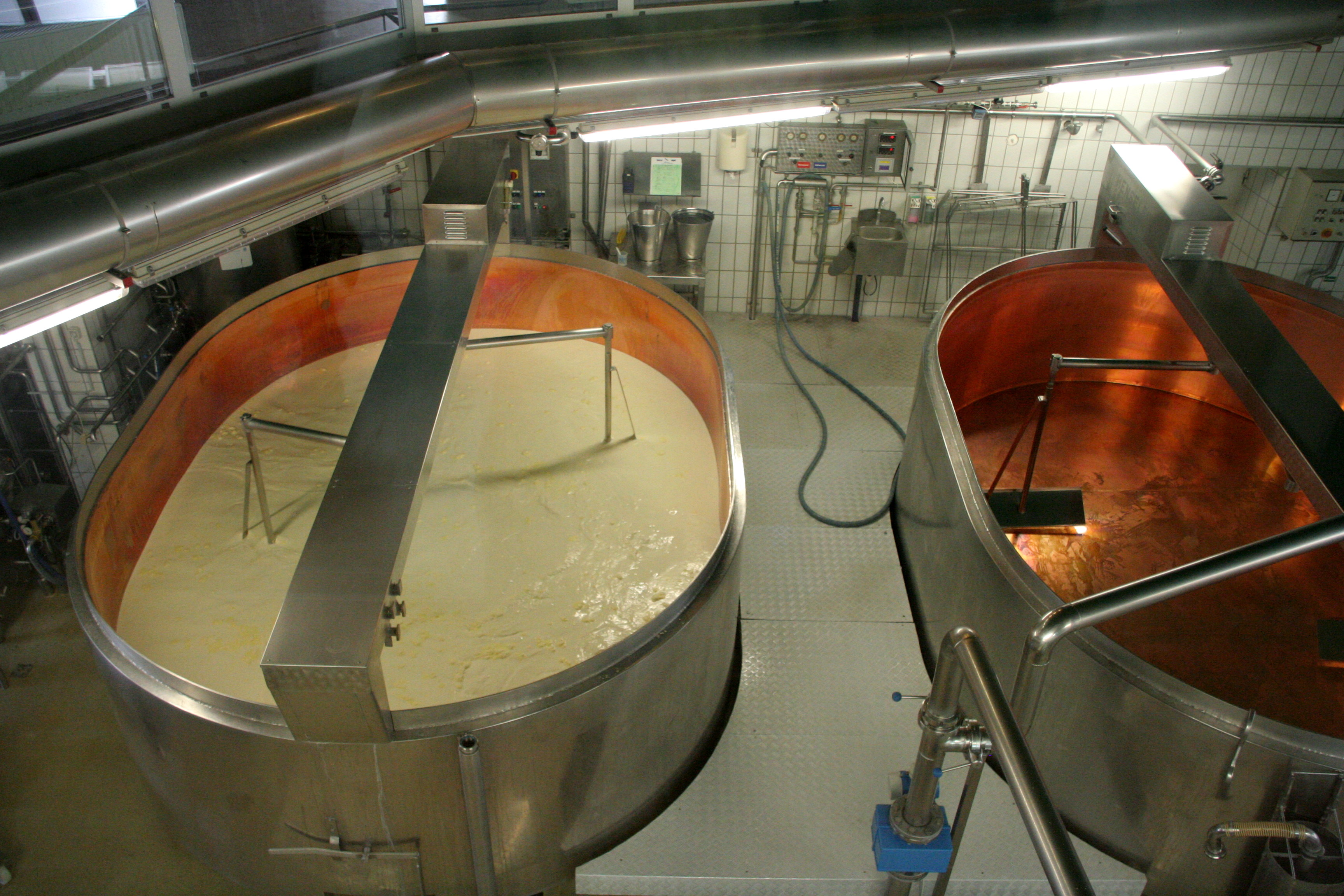
De productie van kaas

Stremsel is een complex van spijsverteringsenzymen dat gebruikt wordt om kaas een vaste structuur te geven (stremmen). Stremsel wordt in de biotechnologie ook wel coagulant genoemd. Stremsel is in de handel verkrijgbaar als vloeistof, poeder of pasta en kan van dierlijke, microbiële of plantaardige herkomst zijn.

## Werking
Stremsel bevat de eiwitsplitsende enzymen chymosine, pepsine en een proteolytisch enzym (protease). Deze enzymen zorgen voor het samenklonteren (coaguleren) van bepaalde eiwitten (groepsnaam: caseïne) waardoor de melk gescheiden wordt in vaste wrongel en vloeibare wei.
Chymosine zorgt in het maag-darmstelsel van kalveren voor de vertering van melkeiwitten en wel speciaal van caseïne. Door enzymatische afsplitsing verandert de oplosbaarheid van deze melkeiwitten en slaan ze neer door de denaturering.
Er is maar heel weinig chymosine nodig om kaas te maken: 1 ml kalfsleb bevat voldoende chymosine om 10 liter melk binnen drie kwartier te laten stremmen (bij 34 °C).

## Productie

### Dierlijk stremsel
De enzymen van stremsel zijn aanwezig in de maag van zoogdieren wanneer die nog melk drinken. Stremsel wordt voornamelijk gewonnen uit de lebmaag van nog zogende (nuchtere) kalveren als nevenproduct van de kalverslachterij. In de maag van volwassen koeien komt dit enzym niet voor. Stremsel kan ook gewonnen worden uit de maag van sommige andere zoogdieren, zoals pasgeboren geiten of lammeren.
Historisch gezien werd stremsel gemaakt door gedroogde magen te weken in wei. Een modernere en constantere methode is om diepgevroren magen te vermalen en daaruit de benodigde enzymen te winnen en verder te zuiveren. Dit gestandaardiseerd stremsel bevat 80% chymosine en 20% pepsine.
Stremselpasta wordt anders gemaakt, vaak door zelfkazende boeren. Dit stremsel bevat naast de genoemde enzymen ook lipases, die een grote invloed hebben op de smaak.

### Plantaardig stremsel
Er bestaat stremsel uit plantaardige producten. Het kan gewonnen worden uit de distelsoort kardoen en uit vijgen. Dit stremsel is echter niet goed reproduceerbaar in gebruik en wordt daarom weinig toegepast. Ook kan het de smaak van de kaas bitter maken.

### Microbieel stremsel
Uit de schimmel Rhizomucor miehei kan een protease worden gewonnen, dat qua werking veel lijkt op chymosine.
Ook wordt stremsel geproduceerd door genetisch gemodificeerde micro-organismen, zoals gist of bacteriën. Deze wordt vaak gebruikt, onder andere vanwege een tekort aan geschikt stremsel uit kalvermagen.
Unilever slaagde er in de jaren 70 in om het DNA dat verantwoordelijk is voor het maken van chymosine te isoleren. Onderzoek aan de Universiteit van Düsseldorf leidde tot de doorbraak die mogelijk maakte om dit DNA op te nemen in de gistsoort Kluyveromyces lactis (genoemd naar A.J. Kluyver), die van nature in melk voorkomt. Deze uitvinding werd gekocht door Gist-Brocades. Vervolgens werd de productie van chymosine door de gistcellen met niet openbaar gemaakte methoden vergroot. Sindsdien wordt dit enzym gebruikt voor de kaasproductie in plaats van dierlijk stremsel. Chemisch gezien is deze chymosine exact gelijk aan het enzym dat traditioneel uit kalvermagen gewonnen wordt. Vegetariërs, Joden en moslims zullen volgens hun regels kaas die met deze chymosine uit gist is gemaakt kunnen gebruiken. In Nederland maakt onder andere DSM dit soort stremsel.

## Gebruik
- Voor de productie van boerenkaas is het gebruik van stremsel uit lebmagen van kalveren verplicht.[1]
- Voor de kaassoorten Idiazabal uit Spanje, Pecorino uit Rome, en Griekse Feta is juist het gebruik van stremsel uit de maag van lammeren verplicht.[1]
- Voor Pecorino uit Sardinie en Toscane is ook stremsel uit kalverenmagen verplicht.[1]